# شون واتسون
شون واتسون (بالإنجليزية: Shawn Watson)‏ هو مدرب رياضي أمريكي، ولد في 21 سبتمبر 1959 في كاربوندال في الولايات المتحدة.